# 新居浜郵便局
新居浜郵便局（にいはまゆうびんきょく）は愛媛県新居浜市にある郵便局。民営化前の分類では集配普通郵便局であった。

## 概要
住所：〒792-8799 愛媛県新居浜市繁本町3-2

## 沿革
- 1880年（明治13年）6月 - 新居浜郵便局（五等）として開設[1]。
- 1885年（明治18年）10月16日 - 貯金取扱を開始[1]。
- 1890年（明治23年）8月1日 - 為替取扱を開始[1]。
- 1903年（明治36年）2月16日 - 新居郡金子村に移転、惣開（そうびらき）郵便局に改称[1][2]。
- 1903年（明治36年）3月11日 - 惣開郵便電信局（三等）に改称[1][3]。
- 1903年（明治36年）4月1日 - 通信官署官制の施行に伴い惣開郵便局となる[1][4]。
- 1939年（昭和14年）3月1日 - 新居浜郵便局に改称[5]、等級を三等から二等に改定[6]。
- 1956年（昭和31年）10月1日 - 電話通話および和文電報受付事務の取扱を開始[7]。
- 1967年（昭和42年）2月27日 - 新居浜市大字宮北甲から、同市字李甲に局舎を新築、移転。同日、泉川郵便局および多喜浜郵便局から集配業務を移管。
- 1976年（昭和51年）9月20日 - 四坂郵便局から集配業務を移管。
- 1977年（昭和52年）8月1日 - 四坂郵便局の廃止に伴い、取扱事務[8]を承継。
- 1986年（昭和61年）3月 - 局舎新築。
- 1988年（昭和63年）10月1日 - 端出場郵便局の廃止に伴い、取扱事務を承継。
- 1993年（平成5年）7月1日 - 外国通貨の両替および旅行小切手の売買に関する業務取扱を開始。
- 2007年（平成19年）10月1日 - 民営化に伴い、併設された郵便事業新居浜支店に一部業務を移管。
- 2012年（平成24年）10月1日 - 日本郵便株式会社発足に伴い、郵便事業新居浜支店を新居浜郵便局に統合。

## 取扱内容
- 郵便、印紙、ゆうパック、内容証明
- 貯金、為替、振替、振込、国際送金、外貨両替・トラベラーズチェック、国債、投資信託
- 生命保険、バイク自賠責保険、自動車保険、変額年金保険、がん保険、引受条件緩和型医療保険
- ゆうちょ銀行ATM
- 「792-00xx」「792-08xx」区域（新居浜市（別子山を除く）、今治市宮窪町四阪島）の集配業務
- ゆうゆう窓口

## 周辺
- 新居浜市役所
- 新居浜市消防本部
- 愛媛県立新居浜西高等学校
- 国立新居浜工業高等専門学校

## アクセス
- JR予讃線 新居浜駅から北西へ約2.3km（徒歩約27分）
- せとうちバス 市役所前停留所下車
- 松山自動車道 新居浜ICから北西へ約6km
- 駐車場あり：20台